# 克鲁伦河
克鲁伦河，中国古称怯绿连河、胪朐河，发源于蒙古国的肯特山中部，克鲁伦河从肯特山向南流出后折向东，经过肯特省和东方省的广阔草原地带进入中华人民共和国境内内蒙古的呼伦贝尔市，注入呼伦湖，成为额尔古纳河-黑龙江水系最西的源头。

## 名稱
《蒙古秘史》称克鲁伦河为“克魯舌漣·沐舌漣”（kelüren müren），《史集》称其为（Kalūrān）。说明当时的语音和现在有所不同（r和l颠倒了）。
蒙古语“克鲁伦”意为“光润”，有发扬光大之意。

## 水文環境
克鲁伦河发源于肯特山脉东麓，南流后折向东偏北，在喬巴山以东进入中国境内的巴尔虎草原，後注入呼伦湖。属黑龙江水系，最终流入太平洋。
河流全长1264千米，流域总面积12万平方千米。其中蒙古国境内长1058千米，流域面积10.8万平方千米。水深0.7-2米。河流落差较大，河源处海拔1750米，河口处海拔533米，平均每千米比降1.17米。落差主要出现在上游肯特山中。上游用于灌溉，流送木材。沿岸牧草丰美，自古即为蒙古重要的农牧业地带。温都尔汗以下为典型的草原河流，坡度不大，水流缓慢，河曲较多。一年中有较多时间断流，河水流量亦不大。多水年份，经呼伦湖可与黑龙江上游额尔古纳河相通。结冰期6个月（11月至翌年4月）。

## 人文歷史
克鲁伦河流域是蒙古草原历史上众多游牧民族的活动区域。成吉思汗早期活动的地域基本上在克鲁伦河两岸，在此成为蒙古大汗，其传说中的埋葬地大禁忌也在克鲁伦河流域，克鲁伦河因此成为蒙古民族形成的核心地带。后世明成祖朱棣征蒙古，在此发生胪朐河之战。清康熙帝征噶尔丹时也曾来到克鲁伦河。
克鲁伦河沿岸的著名城市有蒙古国的温都尔汗和乔巴山。